# Каплан, Юрий Геннадьевич
Ю́рий Генна́дьевич Капла́н (укр. Юрій Генадійович Каплан, род. 2 октября 1988, Запорожье) — украинский певец, поэт, основатель и лидер группы «Валентин Стрыкало». Получил первую известность после появления на YouTube его юмористических видеообращений к звёздам шоу-бизнеса.

## Биография
Юрий Каплан родился 2 октября 1988 года в Запорожье. После окончания местного 105-го лицея поступил в Киевский национальный экономический университет имени Вадима Гетьмана на факультет международной экономики и менеджмента, который окончил в 2010 году. У Юрия есть брат Марк, на пять лет младше.

### Деятельность в интернете
Свой первый ролик — видеообращение к Вячеславу Малежику — Юрий Каплан опубликовал на YouTube в марте 2008 года, назвавшись «Валентином Стрыкало из села Бурильцево». По признанию автора, это видео было снято под впечатлением от похожего ролика студии My Duck’s Vision, в котором Сэм Никель, один из актёров студии, также обращался к Малежику.
Впоследствии также записал обращения к Тимати, Диме Билану, Потапу и Насте Каменских, Чай вдвоём, МакSим, Тимбалэнду, Сергею Звереву. Количество просмотров ролика с обращением к Диме Билану превысило 3 млн, а с обращением к Тимати — 1 млн. Общее количество просмотров обращений Стрыкало к звёздам эстрады на YouTube превысило 6 миллионов просмотров.

### Группа «Валентин Стрыкало»
Группа «Валентин Стрыкало» была образована в 2010 году. В неё входили: Юрий Каплан (вокал, акустическая гитара), Евгений Ильин (бас-гитара), Евгений Митин (гитара) и Евгений Селезнёв (барабаны). В 2011 году два участника покинули группу и вместо них пришли: Антон Щелконогов (барабаны) и Андрей Тропешко (гитара). С этим составом коллектив работал над дебютным альбомом.
24 февраля 2012 года вышел дебютный альбом, получивший название «Смирись и расслабься!». Зимой 2013 года была выложена в сеть песня «Кнопка». 20 октября 2013 года вышел второй альбом группы под названием «Часть чего-то большего», который включил в себя как новые, так и уже известные песни, ранее исполняемые на концертах.
Концертный репертуар состоит как из сольного творчества Юрия Каплана в рок-аранжировке, так и песни, исполнявшиеся в его бывших коллективах: группе inShe («Так гріє», «Аптека») и группе «Водичка-Пузырьки» («Наше лето», «Гори»). Также на концертах исполняются кавер-версии песен других исполнителей.
Группа «Валентин Стрыкало» активно гастролировала по странам СНГ и дала уже более ста концертов.
В 2014 году барабанщик группы Антон Щелконогов покидает группу. Вместо него приходит Максим Тхорик.
В 2015 году уходят из коллектива музыканты, аккомпанирующие Юрию Каплану. Присоединяются: Константин Пыжов (гитара), Станислав Мурашко (бас-гитара), Владимир Яковлев (барабаны). С новым составом коллектив записал и выложил в интернет песню «Решится само собой». Осенью 2015 года начался тур в честь 5-летия группы.
14 октября 2016 года вышел третий студийный альбом группы под названием «Развлечение». В ноябре стартовал тур в поддержку альбома.
На некоторых концертах 2017 года игралась песня «Осень», которая могла бы войти в будущий EP или альбом.
В 2019 году Юрий Каплан сообщил, что закрыл проект «Валентин Стрыкало» в 2018 году.

## Гражданская позиция
Во время Евромайдана в декабре 2013 написал в своём твиттере, что если Майдан провалится, то регионалы устроят в стране ужас. Летом 2014 были отменены концерты в России со стороны организаторов по невыясненным причинам. Также Каплан отметил, что из-за его поддержки Майдана и гастроли в России его критикуют как с российской, так и с украинской стороны. Каплан заявил, что таким поведением он демонстрирует свою цель не как войну, а мир. Во время масштабного российского вторжения на Украину в 2022 году Каплан активно поддерживал ВСУ и освещал информацию о войне (в том числе для россиян, подписанных на него) на своей странице в Instagram. 20 апреля вошёл в список деятелей искусства, которым запрещён въезд на территорию России до 2072 года.

## После окончания карьеры
По окончании карьеры, совместно с братом Марком некоторое время занимался дизайном для одежды, однако долго бизнес не просуществовал. Относительно активно Каплан ведет страницу в Инстаграмме, где ему пришлось ограничить доступ к комментариям из-за огромного количества спама.
В начале 2021 года переболел COVID-19.
В 2021 году был замечен в 5 серии YouTube-сериала «Барб» в эпизодической роли.

## СМИ
В апреле 2010 года Сергей Стиллавин, заметив Юрия на портале YouTube, пригласил его участвовать в своём авторском шоу на радио «Маяк». Вскоре сюжеты и программы с участием Каплана появились на «Серебряном дожде», «НТВ», «Рен-ТВ», «MTV», «M1», «A-ONE». Журнал «Русский пионер» сделал его героем августовского номера как «главного певца поколения Web 2.0», а в июле 2010 года журнал «Forbes» включил Валентина в первую тройку артистов, прославившихся в Интернете. 3 августа 2010 года в эфире украинской радиостанции «Джем FM» (95,6) впервые прозвучала студийная версия песни Валентина Стрыкало «Кайен», которую он записал уже в составе новой группы, а в ноябре на украинском телеканале М1 состоялась премьера клипа на эту песню.
17 сентября 2010 года выступление Юрия показали на Первом канале в шоу «Большая разница в Одессе». 8 декабря 2010 года принял участие в программе «Звездочат» канала A-ONE. 1 апреля 2011 года появился в передаче «Пусть говорят», где исполнил фрагмент песни «Всё решено».

## Участие в клипах, фильмах
- Снялся в клипах «Брюнетка» украинской группы KAMON!!!, «Спорт и бухло» группы Mortal Squirt, клипе-бутлеге от Culture Prophet vs. Buckmaster на композицию «Luniz — I Got 5 On It»[24][25][26].
- Юрий Каплан принимал участие в русской озвучке фильма «Самый страшный фильм 3D» и в съёмках фильма «Здрасьте, приехали!»[27][28].
- Песня «Наше лето» («Яхта, парус») группы «Валентин Стрыкало» в исполнении Юрия Каплана несколько раз звучит в фильме «Аритмия» (2017) Бориса Хлебникова[29].
- «Песня для девочек» из альбома «Смирись и расслабься» звучит в конце финальной серии сериала «Обычная женщина» (реж. Борис Хлебников, 2020 г.), а также в фильме «Я худею»
- Снялся в 5 серии артхаус-сериала «Барб» в 2021 году, где сыграл роль таксиста.